# Guelph—Wellington (circonscription ontarienne)
Circonscription électorale provinciale du Canada
Guelph—Wellington est une ancienne circonscription provinciale de l'Ontario représentée à l'Assemblée législative de l'Ontario de 1999 à 2007.

## Géographie
La circonscription comprenait la ville de Guelph et les cantons de Puslinch et Guelph/Eramosa.

## Historique
| Législature                                                      | Années    | Député | Député           | Parti                     |
| ---------------------------------------------------------------- | --------- | ------ | ---------------- | ------------------------- |
| Circonscription issue de Guelph et Wellington                    |           |        |                  |                           |
| 37e                                                              | 1999-2003 |        | Brenda Elliott   | Progressiste-conservateur |
| 38e                                                              | 2003-2007 |        | Liz Sandals (en) | Libéral                   |
| Circonscription dissoute parmi Guelph et Wellington—Halton Hills |           |        |                  |                           |

## Circonscription fédérale
Depuis les élections provinciales ontariennes du 4 octobre 2007, l'ensemble des circonscriptions provinciales et des circonscriptions fédérales sont identiques.